# علاء الدين نيازي
علاء الدين نيازي (1928 - 1978)، مدرب رياضي ومؤسس وإداري في العديد من الألعاب الرياضية في سوريا وخارجها عرف كمدرب كرة قدم سوري، درّب نادي القادسية الكويتي في موسم 1964/1965.

## التاريخ
ولد علاء الدين نيازي في مدينة دير الزور في سوريا عام 1928، والده خير الدين نيازي، تخرج في المعهد الرياضي في مصر عام 1956، وأصبح مدرساً في مدرسة الصناعة في دير الزور، عُرِف عنه تشكيل الفرق الرياضية ثم الكشفية وممارسة عدد من الألعاب الرياضية في آن واحد (كرة القدم، كرة السلة، كرة الطائرة، ألعاب قوى، وكرة اليد)، أسس عدداً من أندية الأشبال في دير الزور في كل من الرياضات التالية: كرة السلة وكرة اليد وألعاب القوى، وخرّجَ عدداً من الرياضيين المعروفين في عدة ألعاب، كان عضواً في فترات عدة بإدارة الفتوة (غازي سابقاً)، وتوفي في دولة الإمارات العربية المتحدة عام 1978.